# Vitezovi jorčkog kiža časti
Vitezovi jorčkog kiža časti (Knights of the York Cross of Honour), skraćeno KYCH, su počasni viteški slobodnozidarski red koji djeluje u sustavu Yorčkog obreda, namijenjen slobodnim zidarima koji su se dokazali iznimnim služenjem slobodnozidarskoj zajednici. Članstvo u redu nije moguće zatražiti, ono se isključivo dodjeljuje na poziv uz ispunjenje određenih uvjeta. Vitezovi reda se sastaju u prioratu, što je ekvivalent simboličkoj loži.
Za razmatranje kandidature potrebno je da je slobodni zidar prethodno obnašao najvišu dužnosti, tj. predsjedavatelja, u svakoj od sljedećih struktura: plava loža, kapitel kraljevskog luka, koncil kripte i templarsko zapovjedništvo.

## Povijest
Red Vitezova jorčkog kiža časti osnovan je 13. ožujka 1930. godine u Monroeu, Sjeverna Karolina. Upravljačko tijelo reda, Generalni konvent Sjedinjenih Američkih Država (Convent General of the United States of America), osnovano je 6. lipnja iste godine kako bi preuzelo administraciju i daljnji razvoj reda.

## Rasprostranjenost
Veliki kapiteli kraljevskog luka djeluju u više država diljem svijeta. Sve regularne nadležnosti prate svoje povijesno podrijetlo od Međunarodnog Generalnog velikog kapitela slobodnih zidara kraljevskog luka. 
- Regularne velike lože u SAD-u → Generalni konvent Sjedinjenih Američkih Država[2]
  -  Regularne velike lože u Kanadi
  -  Jorčka velika loža Meksika
  -  Velika loža Paname
  -  Nacionalna velika loža Francuske
  -  Nacionalna velika loža Rumunjske
  -  Velika loža Filipina
  -  Ujedinjena velika loža Queenslanda
  -  Ujedinjena velika loža Novog Južnog Walesa i Teritorija australskog glavnog grada

## Vanjske poveznice
- Knights of the York Cross of Honour